# Richard Kesten
Richard Ernst Kesten (* 6. August 1969 in West-Berlin) ist ein Flottillenadmiral der Deutschen Marine und seit Juli 2024 als Kommandeur der Maritime Task Force UNIFIL eingesetzt.

## Militärische Laufbahn

### Ausbildung und erste Verwendungen
Kesten trat nach dem Abitur 1989 als Grundwehrdienstleistender in die Bundeswehr ein und wurde als Maschinist auf Schnellbooten eingesetzt. Als Angehöriger der Crew VII/90 wurde er danach an der Marineschule Mürwik in Flensburg zum Offizier ausgebildet. An der Universität der Bundeswehr Hamburg studierte er von 1991 bis 1995 Geschichtswissenschaften. Anschließend durchlief er verschiedene Verwendungen auf U-Booten, zuletzt als Kommandant U12 sowie als Leiter Einsatzausbildung am Ausbildungszentrum Uboote.

### Dienst als Stabsoffizier
Kesten nahm von 2004 bis 2006 am 1. Streitkräftegemeinsamen Nationalen Lehrgang Generalstabsdienst/Admiralstabsdienst an der Führungsakademie der Bundeswehr in Hamburg teil, wo er zum Offizier im Generalstabsdienst ausgebildet wurde. Von 2006 bis 2008 war er Adjutant des Inspekteurs der Marine, Wolfgang Nolting, bevor er seine erste Referentenverwendung im Bundesministerium der Verteidigung (FüS III 6) durchlief. Von 2011 bis 2012 erhielt Kesten als Kommandeur des  Ausbildungszentrums Uboote erneut ein Truppenkommando. Hiernach wechselte Kesten zurück ins BMVg, zunächst als Referent für Politik im Büro des beamteten Staatssekretärs Rüdiger Wolf, anschließend als Adjutant der Bundesministerin der Verteidigung Ursula von der Leyen. Von 2015 bis 2017 wurde er dann als Lehrgangsleiter des 12. Nationalen Lehrgangs Generalstabsdienst/Admiralstabsdienst wieder an der FüAkBw eingesetzt. 2017 wechselte er schließlich in die Einsatzflottille 1 in Kiel, wo er zunächst als A3, später dann als stellvertretender Kommandeur verwendet wurde. 2020 kehrte Kesten nach Berlin zurück, wo er als Referatsleiter für Militärpolitik und Operationen Europa und Arktis (SE II 2) und anschließend als Büroleiter des Parlamentarischen Staatssekretärs Thomas Hitschler eingesetzt war.

### Dienst als Admiral
Zum November 2023 wechselte Kesten auf den Dienstposten des stellvertretenden Kommandeurs DEU MARFOR im Marinekommando in Rostock, bevor er Ende Juli 2024 seine derzeitige Verwendung antrat.

### Auslandseinsätze
- 2012 Kontingentführer 20. Deutsches Einsatzkontingent UNIFIL
- 2018 Kontingentführer 6. Deutsches Einsatzkontingent NATO-Aktivität in der Ägäis
- 2024/25 Kontingentführer 51. Deutsches Einsatzkontingent UNIFIL

## Privates
Kesten ist verheiratet. 